# سیارک ۵۸۰۴
سیارک ۵۸۰۴ (به انگلیسی: 5804 Bambinidipraga، نامگذاری:1985RL1) پنج هزار و هشتصد و چهارمین سیارک کشف شده‌است که در ۹ سپتامبر ۱۹۸۵ کشف شد.
قدر مطلق سیارک برابر ۱۳٫۴۰ است.